# Michel Terstegen
Michael Leopold Terstegen (Haarlem, 22 december 1960 - Utrecht, 4 juli 2011) was zanger in de Haarlemse band The Other Side. In samenwerking met Wouter Verrijn Stuart was hij eigenaar van het independent platenlabel KELT. Hij bracht het periodiek Warm Sounds, een magazine voor plantenverzamelaars, uit. Michel was daarnaast eigenaar van de Utrechtse platenwinkel Da Capo Records.

## Warm Sounds Magazine
Het was 1986 dat het eerste Warm Sounds magazine uitkwam. Wat Michel Terstegen (toen 26 jaar) nog niet wist is dat zijn project vele malen groter en meer omvattend zou gaan worden dan hij had bedacht. Warm Sounds startte hij vanuit grote persoonlijke interesse voor de Engelstalige muziek uit de jaren 60: 
“Het verzamelen van singles is niet altijd even gemakkelijk. (...) Warm Sounds is een aanzet om tot een compleet overzicht te komen van de nederlandse releases in de jaren zestig”, schreef Michel in het voorwoord. “Het eerste overzicht is dus geenszins compleet. (...) Een ieder met aanvullingen wordt verzocht contact op te nemen (...) om uiteindelijk toch tot een compleet overzicht te komen. Het bleef initieel bij dit eerste deeltje; getypt, bescheiden van oplage, omvang en van formaat (...)
In 1999 kreeg het plan om een naslagwerk te creëren verder vorm. De kaders die Michel zich stelden waren al ruimer en zouden in de jaren die volgende verder oprekken. Warm Sounds zou alle in de jaren 50 en 60  oor Nederlandse platenmaatschappijen uitgebrachte singels gaan bevatten. Van Biet tot Carnaval, met één grote uitzondering: klassieke muziek. Er kwamen 17 losse nummers uit.